# 田中菊次
田中 菊次（たなか きくじ、1918年9月19日 - 2020年2月17日（101歳没））は、日本の経済学者、東北大学名誉教授。
東京府下出身。1947年東北帝国大学法文学部法律科卒、1962年「地代論の理論的内容について」で東北大学経済学博士。東北大学経済学部教授。82年定年退官、名誉教授、東洋大学教授。89年退職。

## 著書
- 『経済学の生成と地代の論理』未来社 1972
- 『『資本論』の論理』新評論 現代経済学叢書 1972
- 『マルクス経済学の学問的達成と未成 『資本論』と『哲学の貧困』をめぐって』創風社 1989
- 『論集:新しい社会の経済学』創風社 2007
- 『〈論究〉K・マルクス著F・エンゲルス編『資本論-経済学の批判』〈全3部〉 その理論的・体系的未完成の解明とその完成のために』創風社 2013

### 編著
- 『経済原論 学問としての経済学を求めて』編著 青木書店 1980
- 『現在の経済原論』編著 創風社 1987

### 翻訳
- E・H・カー『ソヴェト革命史』原田三郎,服部文男共訳 現代史大系 みすず書房 1959
  - 『ボリシェヴィキ革命 1917-1923』 1967

## 論文
- ＜田中菊次

## 関連書籍
- 目黒雄司『論説委員『資本論』を学ぶ―田中菊次先生との対話と手紙』創風社（2016